# Distrito de Toktogul
El distrito de Toktogul (en kirguís: Токтогул району) es uno de los rayones (distrito) de la provincia de Jalal-Abad en Kirguistán. Tiene como capital la ciudad de Toktogul.
- Datos: Q754609